# Laurent Santerre
Laurent Santerre était un professeur de linguistique québécois, mort le 5 mai 1995. Détenteur d'un doctorat en phonétique, il avait été déclaré expert par un tribunal qui le sollicitait pour étudier des enregistrements sonores. 

## Travaux de recherche
Laurent Santerre était un linguiste spécialisé notamment dans la phonologie. Il a étudié la linguistique comparée en mettant en parallèle le français standard et le français québécois. Il a étudié notamment le parler joual pour en donner une définition linguistique. Laurent Santerre compara notamment le joual avec le slang parlé aux États-Unis.
Laurent Santerre était professeur titulaire au département de linguistique de l'université de Montréal

## Honneurs
- 1986 - Prix André-Laurendeau
- 1986 - Membre de la Société royale du Canada